# Xác chết bí ẩn (phim 2015)
Xác chết bí ẩn (tiếng Hàn: 성난 변호사; Romaja: Seongnan Byeonhosa) là phim điện ảnh Hàn Quốc 2015 của đạo diễn Heo Jong-ho.

## Phân vai
- Lee Sun-kyun vai Byeon Ho-sung
- Kim Go-eun vai Jin Sun-min
- Im Won-hee vai Quản lý văn phòng Park
- Jang Hyun-sung vai Moon Ji-hoon
- Choi Jae-woong vai Kim Jeong-hwan
- Kim Yoon-hye vai Han Min-jeong
- Park Ji-young vai Đại diện Joo
- Choi Kyu-hwan vai cục trưởng Yoo
- Im Cheol-hyeong vai Subsection chief Yoon
- Lee Jun-hyeok vai Gil-dong
- Bae Yoo-ram vai Yong-sik
- Min Jin-woong vai Gap-soo
- Lee Jong-gu vai Kim Ik-tae
- Hong Sung-deok vai Kim Man-seok
- Park Soo-eun as Se-young
- Kwak In-joon vai Trưởng công tố viên
- Hwang So-hee vai Ha Yoo-ri
- Joo Seok-tae vai David Lee